# 考布他汀A4
考布他汀A4是一种芪类化合物和考布他汀衍生物，分子式C18H20O5，存在于一些南非和巴西的风车藤属（Combretum）植物中。